# Antagonista dels receptors H2
Els antagonistes dels receptors H₂ (AR-H₂, sovint abreujat antagonista H₂) són una classe de fàrmacs usats per bloquejar l'acció de la histamina en les cèl·lules parietals de l'estómac, reduint la producció d'àcid per aquestes cèl·lules. Els AR-H s'utilitzen en el tractament de la dispèpsia, encara que en gran part han estat superats en popularitat pels inhibidors de la bomba de protons, més eficaços.
Als Estats Units, la FDA té quatre fàrmacs del grup aprovats: cimetidina, ranitidina, famotidina, i nizatidina, i estan disponibles sense recepta en dosis relativament baixes. Al mercat espanyol només està comercialitzada la famotidina (EFG, Pepcid).
El prototip d'AR-H₂ va ser la cimetidina, desenvolupat per Smith, Kline & French (ara GlaxoSmithKline) en la segona meitat de la dècada de 1960 i comercialitzats per primera vegada el 1976, venut sota la marca Tagamet. Posteriorment, va aparèixer la ranitidina, que es va començar a vendre com a Zantac; que tenia menors efectes adversos i interaccions entre medicaments, i era més potent.